# Kings Mills
Kings Mills est une census-designated place située à l'extrémité sud-ouest du township de Deerfield (en), dans le comté de Warren, dans l'Ohio, aux États-Unis.

## Géographie
Kings Mills est établie sur la rive ouest de la rivière Little Miami.